# Bruder Martin (1954)
Der Spielfilm Bruder Martin (Verleihtitel in Deutschland: Und der Himmel lacht dazu) ist eine österreichische Heimatkomödie aus dem Jahr 1954, in der Paul Hörbiger den Ordensbruder Martin spielt. Er entstand nach dem Volksstück Bruder Martin von Karl Costa.

## Handlung
Bruder Martin sammelt regelmäßig in ungewöhnlicher Manier Spenden für die Armen. Eines Tages wird ihm das Betteln nach der Beschwerde des Pfarrers von Siebenwiesen verboten. Er bekommt von seinem Prior Hausarrest. Da bittet ihn seine geliebte Nichte, die im Bezirk Siebenwiesen lebt, um Hilfe. Sie erwartet ein Kind vom Sohn eines reichen Bauern, der sie nicht zur Schwiegertochter haben will.
So versucht Bruder Martin auszubüchsen. Doch er wird erwischt. Dennoch wird ihm unter Auflagen erlaubt, seine Reise nach Siebenwiesen erneut zu beginnen. Dort bittet er wider Erwarten den Pfarrer von Siebenwiesen, der ihm doch solch Schwierigkeiten gemacht hatte, um Beihilfe. Denn nicht nur seine Nichte Lena hat Probleme, auch andere benötigen seine ungewöhnliche Hilfskompetenz. Ein verlobtes Paar droht sich durch die übermäßige Eifersucht des Bräutigams zu entzweien, und der von seiner herrschsüchtigen Frau geplagte Dorfschneider braucht Unterstützung. Bruder Martin gewinnt nun auch das Verständnis des Siebenwiesener Pfarrers für seine ungewöhnlichen Methoden und bringt gemeinsam mit ihm alles in Ordnung.

## Produktionsnotizen
Der Film wurde im Atelier Wien-Schönbrunn produziert. Die Außenaufnahmen entstanden in der Umgebung von Wien sowie in Spitz an der Donau. Die Uraufführung erfolgte am 11. Oktober 1954 in Innsbruck. In der Bundesrepublik war der Film erstmals am 23. November 1954 in Nürnberg zu sehen.

## Kritik
Das Lexikon des internationalen Films bezeichnete Bruder Martin als „bescheidenes österreichisches Volksstück, das in filmischer wie religiöser Hinsicht viele Wünsche offenläßt“. In der Onlineversion heißt es einfacher: „[…] das in allen Belangen Wünsche offenläßt.“